# 克拉斯特
克拉斯特（法語：Crastes，法語發音：[kʁast]）是法国热尔省的一个市镇，属于欧什区。

## 地理
克拉斯特（43°43'25"N, 0°43'48"E）面积19.25 平方千米，位于法国奧克西塔尼大區热尔省，该省份为法国西南部内陆省份，北起顺时针与洛特-加龙省、塔恩-加龙省、上加龙省、上比利牛斯省、大西洋比利牛斯省和朗德省接壤。
与克拉斯特接壤的市镇（或旧市镇、城区）包括：昂桑、欧尼亚、米尔普瓦、蒙托莱克雷诺、努加鲁莱、皮卡斯基耶、圣索维、图朗凯。

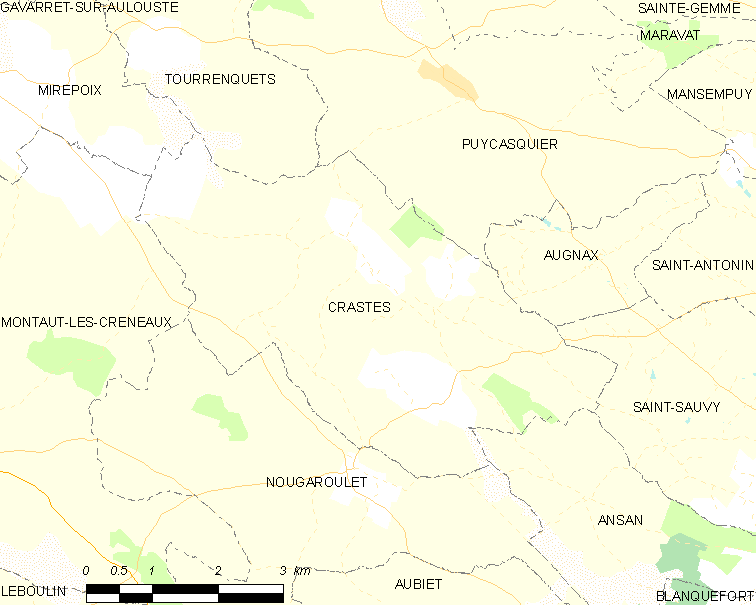
克拉斯特的OSM定位图

克拉斯特的时区为UTC+01:00、UTC+02:00（夏令时）。

## 行政
克拉斯特的邮政编码为32270，INSEE市镇编码为32112。

## 政治
克拉斯特所属的省级选区为欧什加斯科涅县。

## 人口

1962-2008年间克拉斯特人口变化图示

克拉斯特于2022年1月1日时的人口数量为261人。